# The Man Who Disappeared
The Man Who Disappeared er en amerikansk stumfilm fra 1914 af Charles Brabin.

## Medvirkende
- Marc McDermott som John Perriton
- Barry O'Moore som Nelson Wales
- Miriam Nesbitt som Mary Wales
- Marjorie Ellison som Jennie
- Cora Williams.